# Stazione di Palermo Papireto
La stazione di Palermo Papireto è una fermata ferroviaria del passante ferroviario di Palermo in costruzione, posta sulla ferrovia Palermo-Trapani.

## Storia

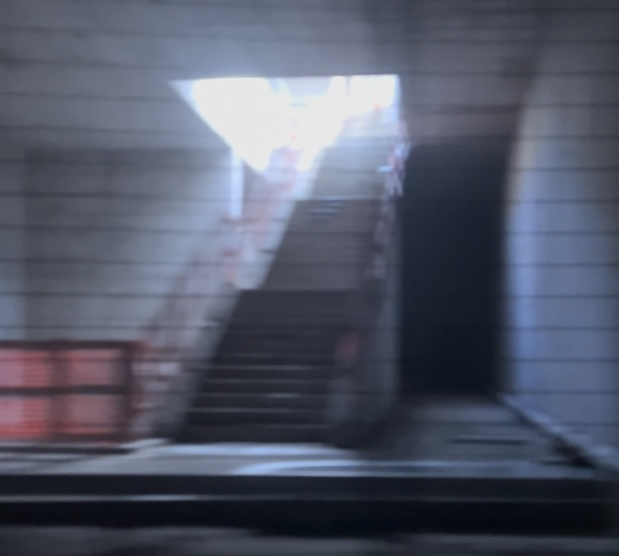
Il manufatto (incompleto) della banchina della stazione in corrispondenza della galleria pari (quelle diretta a Palermo Centrale) nel novembre 2024.

Nel 2008 iniziarono i lavori del nuovo passante ferroviario di Palermo, secondo i cui progetti sarebbe dovuta sorgere una stazione in corrispondenza del vicolo Bernava.
Il manufatto della stazione sarebbe stato posto sulla esistente galleria pari (direzione Palermo Centrale) "Re Federico" e in corrispondenza della nuova galleria dispari (verso Punta Raisi) "Imera-Lolli".
Tra il 4 ottobre 2010 e il 16 gennaio 2012 la linea da Palermo Centrale a Notarbartolo rimase chiusa per permettere i lavori che consentirono di proseguire le operazioni riguardanti la cosiddetta Tratta A, nella quale erano compresi i lavori della stazione Papireto. 
Tuttavia, nel 2012 i lavori nella galleria Imera-Lolli e, dunque, in corrispondenza della stazione subirono un arresto a causa di imprevisti idrogeologici, in particolare il ritrovamento di un canale d’acqua, che causò danni strutturali agli edifici in vicolo Bernava.

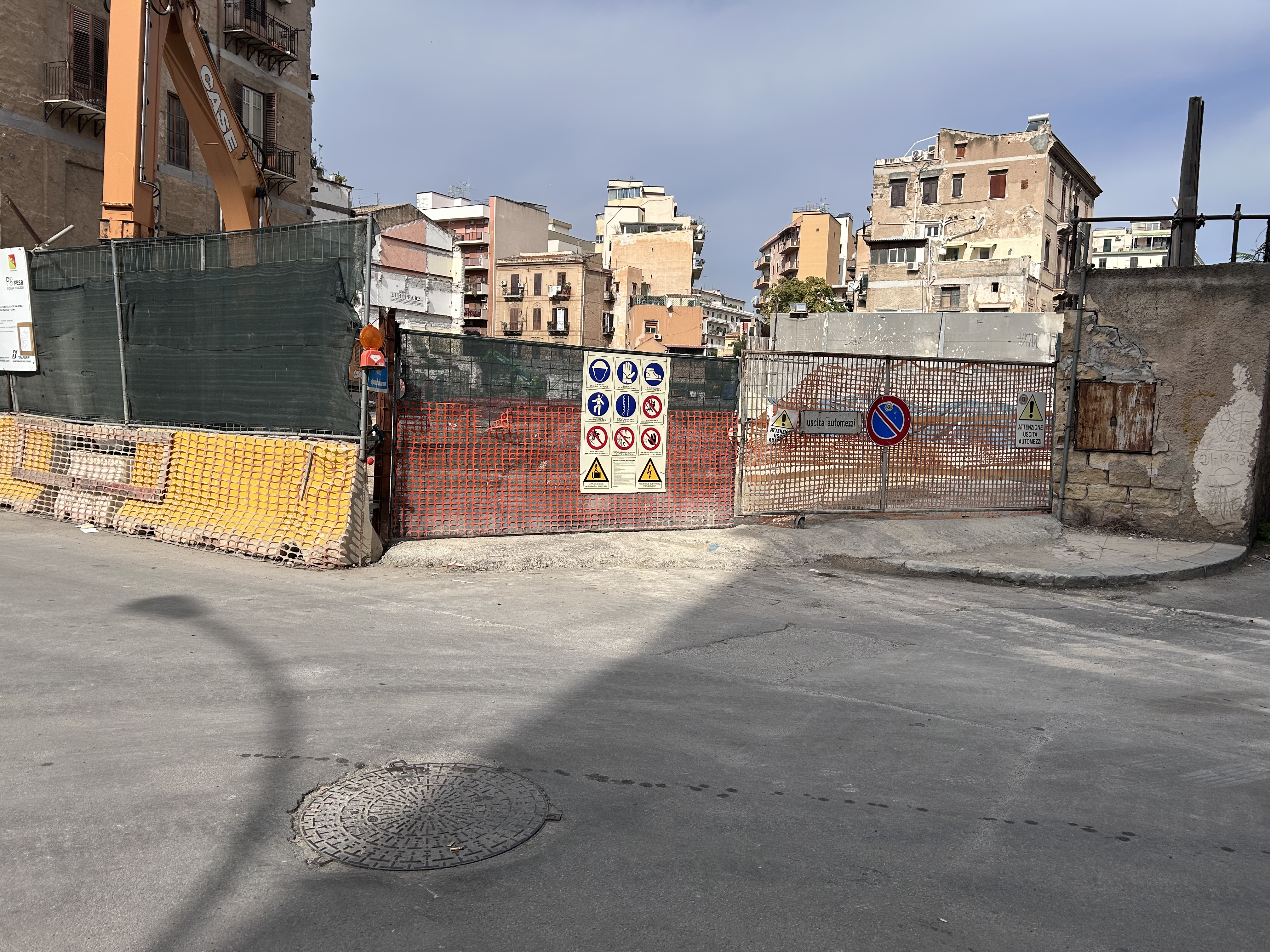
I cantieri nel 2024, sullo sfondo i palazzi rimasti dopo l’abbattimento delle altri in vicolo Bernava.

Dopo un lungo calvario, alla fine del 2020 il comune demolì l'intero lotto di palazzine pericolanti, precedentemente acquistate ed espropriate.
A causa di costi extra e dispute legali con la RFI, la Sis, l'azienda che si occupava dei lavori, rescisse il proprio contratto e in tal modo i lavori subirono un nuovo blocco.
Nel 2022 e nel 2023 furono bandite due gare per il completamento, tra le altre opere, della stazione Papireto, ma entrambe andarono deserte; un ulteriore tentativo all'inizio del 2024 ebbe lo stesso esito.
Una svolta vi è nell'aprile 2025, quando il Consorzio Cme vinse l'appalto con un'offerta con un ribasso di circa tre milioni di euro rispetto all'importo iniziale del bando: 15 369 133,72 € sulla base d'asta di 15 434 612,27 €.